# 埃塞尔特
埃塞尔特（法語：Essertes）是瑞士联邦西部法语区的沃州下设的一个镇。在行政上属于拉沃-奥龙区管辖。埃塞尔特的总面积为1.65平方公里。截至2010年底，总人口为298。